# Il castello maledetto (film 1932)
Il castello maledetto (The Old Dark House) è un film horror del 1932, diretto da James Whale.
Non essendo un horror convenzionale per gli standard dell'epoca, ma piuttosto una pellicola macabra con un alto tasso di umorismo nero, il film non riscosse molto successo negli Stati Uniti alla sua uscita, andando meglio in Europa. Ne venne prodotto un remake omonimo nel 1963 dalla Columbia/Hammer, diretto da William Castle.

## Trama
(Horace Femm)
Mentre cercano riparo da un tremendo acquazzone in una remota regione del Galles, alcuni viaggiatori vengono accolti in una tenebrosa e sperduta magione appartenente alla oscura casata dei Femm. Cercando di essere gentili con i loro ospiti, i malcapitati dovranno scontrarsi con i modi bruschi e foschi del padrone di casa, il tenebroso Horace Femm e con l'ossessiva e malevola sorella Rebecca. Le cose volgeranno al peggio quando il brutale maggiordomo della casa, Morgan, dopo essersi ubriacato, libererà suo fratello Saul, uno psicotico piromane che cercherà di dare fuoco alla magione con tutti i suoi occupanti.

## Produzione

Boris Karloff in una scena

Il produttore Carl Laemmle invitò lo sceneggiatore Benn Levy a venire dall'Inghilterra negli Stati Uniti in California dopo che era rimasto colpito dalla sceneggiatura scritta da Levy per il film La donna che non si deve amare (1931), diretto da James Whale. Levy era all'epoca sotto contratto con la Paramount Pictures, dove stava lavorando al copione di Il diavolo nell'abisso. Quando Levy finì di lavorare al film, tornò alla Universal per iniziare la lavorazione de Il castello maledetto. Il film è basato sul romanzo Benighted (1927) di J. B. Priestley, che tratta della disillusione seguita alla fine della prima guerra mondiale. Il romanzo venne pubblicato negli Stati Uniti con lo stesso titolo del film, The Old Dark House. L'adattamento cinematografico è opera di R. C. Sherriff e Benn Levy; il film segue sostanzialmente la trama del libro, aggiungendo qualche tocco di comicità alla storia.
La sceneggiatura de Il castello maledetto venne sottoposta alla commissione di censura nel marzo 1932. La lavorazione terminò nel maggio 1932. Whale lavorò insieme a molti dei suoi vecchi collaboratori nei film precedenti, incluso Arthur Edeson, direttore della fotografia di Frankenstein (1931) e La donna che non si deve amare, e anche lo scenografo Charles D. Hall aveva lavorato con il regista in occasione di Frankenstein.
Il castello maledetto è il primo film girato a Hollywood da Charles Laughton.
Il regista Whale dovette fare interpretare il cameo del capostipite della famiglia Femm, Sir Roderick Femm, a una donna anziana, tale Elspeth Dudgeon, perché non riuscì a trovare un attore sufficientemente vecchio e nei titoli fece passare l'attrice per un attore con il nome fittizio di "John Dudgeon".

## Distribuzione

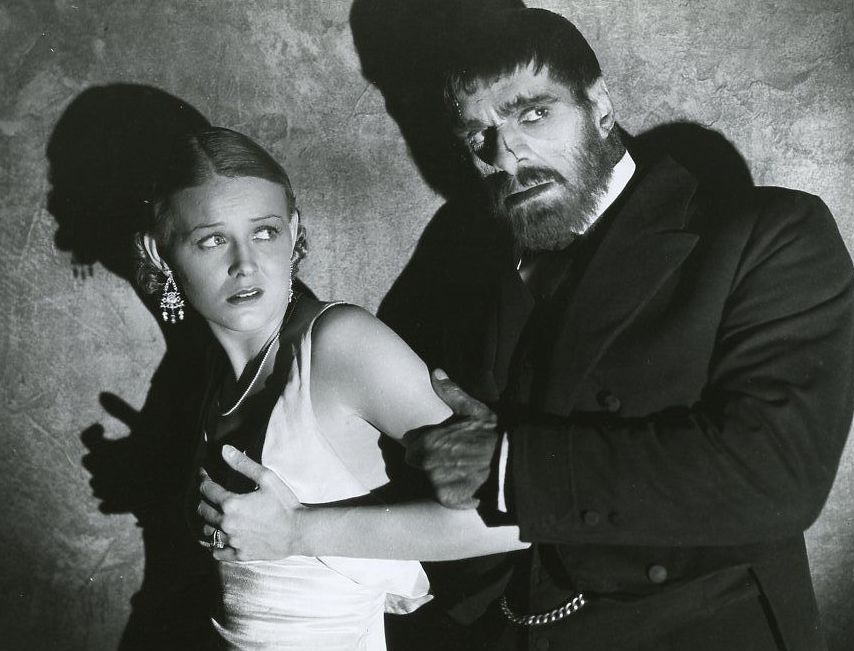
Gloria Stuart e Boris Karloff in una foto promozionale del film

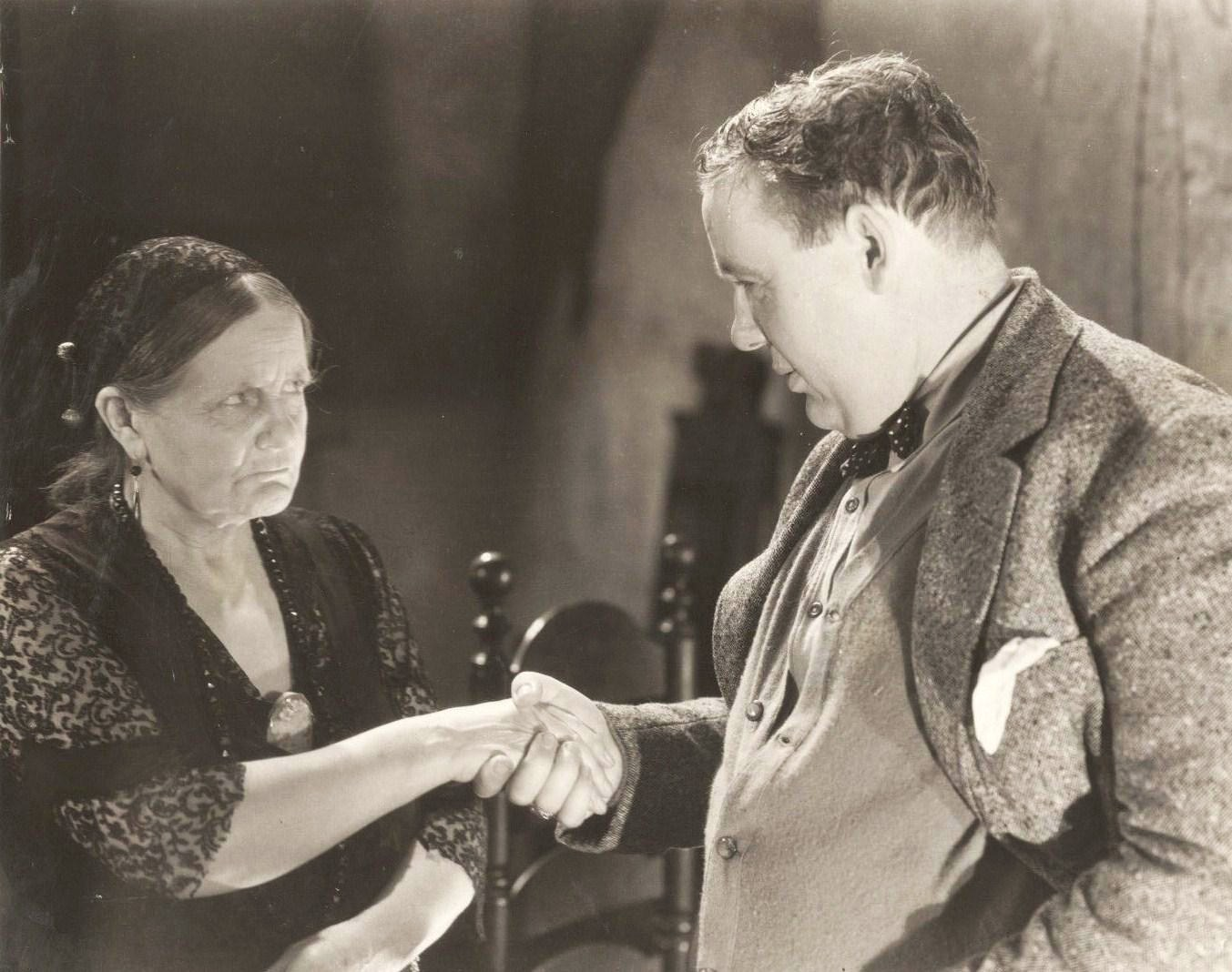
Eva Moore e Charles Laughton in una scena

La pellicola venne prodotta un anno dopo la celebre interpretazione di Karloff in Frankenstein, ma a dispetto della presenza dell'attore, il film venne ignorato al botteghino, rivelandosi un notevole insuccesso negli Stati Uniti, mentre fu accolto con favore nel Regno Unito dove il distintivo humour nero del regista Whale venne meglio compreso.
Per diversi anni la pellicola venne annoverata tra i film perduti fino a quando alla fine degli anni sessanta non ne riemersero i negativi grazie alle ricerche di Curtis Harrington che nel 1968 li recuperò negli archivi della Universal Studios e ne curò il restauro.
La versione restaurata della pellicola è stata presentata alla Mostra internazionale d'arte cinematografica di Venezia 2017 nella sezione "Venezia Classici".